# Jedľové Kostoľany
Jedľové Kostoľany és un poble i municipi d'Eslovàquia que es troba a la regió de Nitra, al sud-oest del país.
La primera menció escrita de la vila es remunta al 1075.

## Demografia
| Godina             | 1994 | 2004   | 2014   | 2024   |
| ------------------ | ---- | ------ | ------ | ------ |
| Nombre de persones | 1079 | 1011   | 922    | 871    |
| Diferència         |      | −6,30% | −8,80% | −5,53% |

| Godina             | 2023 | 2024   |
| ------------------ | ---- | ------ |
| Nombre de persones | 879  | 871    |
| Diferència         |      | −0,91% |